# Непокорённый батальон
«Непокорённый батальон» (азерб. Yenilməz batalyon) — советский художественный фильм, снятый по мотивам романа советского писателя Гылмана Илькина «Галада усьян» (азерб. Qalada üsyan).

## Сюжет
Действия фильма происходят в 1907 году. После подавления восстания на судах Черноморского флота неблагонадёжные матросы были высланы в азербайджанский город Закаталы. Об их прибытии узнала бакинская партийная подпольная организация, которая отправила на связь с ними Тагиева. Последний под видом страхового агента прибыл в город с целью передать матросам подпольную литературу. Под влиянием Тагиева анархист-одиночка Алимардан организовывает крестьянский отряд, который начинает борьбу против самодержавия. В это же время на складах купца Хайри начинается забастовка. Матросы из солидарности с бастующими грузчиками отказываются работать. Назревает бунт…

## В ролях
- Тамилла Агамирова — Хавер, учительница музыки
- Владимир Емельянов — Добровольский
- Исмаил Османлы
- Анатолий Юрченко — Степан Лемешко
- Мухлис Джанизаде — Тагиев
- Михаил Орлов — Виктор Алексеев
- Исанбет Прозат — Фейзулла
- Валентин Кулик — Григорий Романов
- Офелия Мамедзаде — Роза
- Михаил Пуговкин — Колпаков
- Джейхун Мирзоев — Теймур
- Павел Винник — Варламов
- Гусейнага Садыхов — фельдфебель
- Зоя Василькова — Колпакова
- Мухтар Авшаров
- Шамиль Махмудбеков — Алимардан
- Юсиф Юлдус
- Бахадур Алиев
- Эльдар Алиев
- Виктор Анисимов
- Новруз Ахундов
- Зульфюгар Баратзаде
- Гасан Мамедов
- Али Мансур
- Талят Рахманов
- Мамед Садыков

## Ссылка
- Фильм «Непокоренный батальон» | RUSKINO.RU Архивная копия от 9 января 2010 на Wayback Machine